# Rinorea johnstonii
Rinorea johnstonii là một loài thực vật có hoa trong họ Hoa tím. Loài này được (Stapf) M. Brandt miêu tả khoa học đầu tiên năm 1914.